# Lægtesøger
En lægtesøger er et apparat, der bruges til at finde skjulte lægter af træ eller metal i vægge. Ofte er formålet at der skal bores i væggen og man vil derfor gerne vide hvor man skal bore, men det kan man i mange tilfælde ikke vide ved at undersøge væggen udefra.
En lægtesøger bruger forskellige teknikker til at detektere hhv. lægter af træ og lægter af metal. Den mest udbredte tilgang er, at lægter af metal detekteres med en indbygget metaldetektor. Lægter af træ detekteres via ændringen i den dielektriske konstant.
Siden 2013 har man også kunne få lægtsøgere baseret på ultra wide band radarscannere. De er baseret på micropower impulsradar og de blev opfundet af Thomas McEwan og patenteret i 1995.
En lægtesøger med metaldetektor finder ikke udelukkende lægter, men også f.eks. skjulte søm, armeringsjern og vandrør af metal.
En lægtesøger er ofte også kombineret med en berøringsløs polsøger (spændingsdetektor), så den kan advare mod skjulte elinstallationer, men dog kun hvis der er spænding på, ellers vil de blot fremgå som metal hvis de er kraftige nok og/eller tætte nok på overfladen til at give udslag som metal.